# Moshe Ha-Elion

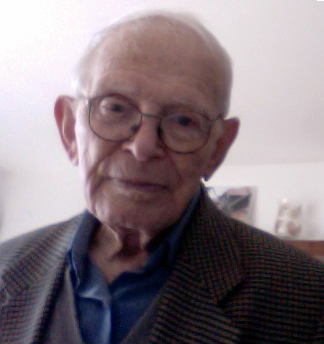
Moshe Ha-Elion in januari 2016

Moshe Ha-Elion (Hebreeuws: משה העליון, Grieks: Μοσέ Αελιόν) (Thessaloniki, 26 februari 1925 – Israël, 1 november 2022) was een Israëlisch schrijver en overlevende van de Holocaust. Hij overleefde de concentratiekampen Auschwitz, Mauthausen, Melk en Ebensee, en een dodenmars. Geboren in Griekenland vestigde hij zich na de Tweede Wereldoorlog in Israël.

## Biografie
Ha-Elion werd in 1925 geboren in Thessaloniki, destijds een stad met een grote Sefardische-Joodse gemeenschap. Moshe's grootvader was een rabbijn in deze stad, terwijl zijn vader, Eliau, er als boekhouder werkte. Zijn moeder, Rachel, was een huisvrouw. Hij had een oudere zus, Ester. De familie was zionistisch en sprak thuis het Ladino, maar buitenshuis spraken ze ook Grieks. Moshe leerde bovendien Hebreeuws op de Joodse school van Thessaloniki.
Op 9 april 1941 vielen de Duitsers Thessaloniki binnen. Zes dagen later overleed de vader van Ha-Elion. In de zomer van 1942 begon de vervolging van de Joden in Thessaloniki. Op 11 juli 1942 kregen alle Joodse mannen tussen 18 en 45 jaar in de stad (en omgeving) het bevel zich te verzamelen op het Onafhankelijkheidsplein van Thessaloniki. Op het plein ondervonden de Joodse inwoners hun eerste vernederingen: de Duitsers dwongen hen te turnen (in extreme hitte), waarbij ze geen water mochten drinken. Vervolgens werd de Joden bevolen om de Davidster te dragen en moesten ze zich in twee getto's, één in het oosten van de stad en één in het westen, grenzend aan de spoorlijnen, vestigen.
Op 15 maart 1943 begonnen de Duitsers met het deporteren van Joden uit Thessaloniki. Elke drie dagen reden veewagons met gemiddeld tweeduizend Joden richting Auschwitz-Birkenau. In de zomer van 1943 - ongeveer een jaar na de vervolging - hadden de Duitsers al ruim 46.000 Joden gedeporteerd. De meeste gedeporteerden werden direct bij aankomst in Auschwitz-Birkenau vergast. Moshe Ha-Elion werd in de ochtend van 7 april 1943 naar Auschwitz-Birkenau gedeporteerd. Ze kwamen er ruim 6 dagen later aan, in de nacht van 13 april. Moshe's moeder en zus werden bij aankomst vergast. Ook zijn grootouders van zijn moederskant, zijn tante en een neefje van een jaar werden bij aankomst vergast. Ook zijn oom werd enkele maanden later vermoord. Moshe Ha-Elion kreeg het nummer 114923 getatoeëerd op zijn linkerarm en heeft 21 maanden lang dwangarbeid verricht in Auschwitz I.
Na de oorlog schreef hij een autobiografie, מיצרי שאול (‘Meizarey Sheol’) genaamd, oorspronkelijk geschreven in het Hebreeuws en in het Engels vertaald als “The Straits of Hell: The Chronicle of a Salonikan Jew in the Nazi extermination camps Auschwitz, Mauthausen, Melk, Ebensee”. Hij schreef drie gedichten over zijn ervaringen in de Tweede Wereldoorlog in het Ladino: "La djovenika al lager", "Komo komian el pan" en "En marcha de la muerte”.
Na de oorlog besloot Ha-Elion niet terug te keren naar Thessaloniki, en emigreerde illegaal naar Palestina in juni 1946, na een jaar in het zuiden van Italië te hebben geleefd. De boot werd vastgehouden door het Engelse leger. Moshe werd een maand opgesloten in een Brits kamp in Atlit (gelegen in het Brits Mandaatgebied Palestina). Sinds 1946 woonde hij in Israël. Hij kreeg twee kinderen, zes kleinkinderen en vijf achterkleinkinderen.
Ha-Elion overleed op 97-jarige leeftijd in Israël.
- Bibliothèque nationale de France: cb16241610c (data)
- Gemeinsame Normdatei: 130030023
- International Standard Name Identifier: 0000 0001 0962 1282
- Library of Congress Control Number: no2002095354
- Nationale Bibliotheek van Israël: 987007256733105171
- Virtual International Authority File: 28163698
- WorldCat: E39PBJhH3JFK8gYGd9hWTXh8md